# Robert Kowalski (aktor)
Robert Kowalski (ur. 27 kwietnia 1965 w Pieńsku) – polski aktor teatralny, telewizyjny i dubbingowy.

## Życiorys
W 1991 ukończył studia na Wydziale Aktorskim PWST w Krakowie, filia we Wrocławiu. W teatrze zadebiutował na scenie Operetki Wrocławskiej rolą Fiedki w Skrzypku na dachu wyreżyserowanej przez Jana Szurmieja. W latach 1991–2002 występował w Teatrze Muzycznym we Wrocławiu. W latach 2002–2003 aktor Teatru Żydowskiego w Warszawie. Od 2003 występuje w Teatrze Rampa na Targówku w Warszawie.

## Teatr (wybrane role)
- 1991: Skrzypek na dachu – Operetka Wrocławska – jako Fiedka
- 1998: Sztukmistrz z Lublina – Operetka Wrocławska – jako Jasza Mazur
- 1998: Księga dżungli – Operetka Wrocławska – jako kpt. Brown/Shere-Khan
- 2000: Chicago – Operetka Wrocławska – jako Mistrz Ceremonii

## Przed kamerą
- 2009: Popiełuszko. Wolność jest w nas – sanitariusz w szpitalu
- 2002–2010: Złotopolscy – Roman Zalewski
- 2005: Chaos – Ukrainiec
- 2003: Królowa chmur – ochroniarz
- 2003: Święta polskie – ochroniarz z hipermarketu
- 1999: O rety, moja babcia ma chłopaka – Rockers
- 1993: Frankenstein – student
- 1992: Aby do świtu... – Stefan, syn Romana
- 1991: A woman at war – żandarm kontrolujący ludzi w tramwaju
- 1989: Marcowe migdały – Maciek Ankiewicz „Andżulina”

## Przed kamerą gościnnie
- 2012: Czas honoru (odc. 54 i 55)
- 2012: Szpilki na Giewoncie – Stachu (odc. 41, 46 i 51)
- 2007: Plebania – Marian
- 2005: Kryminalni – redaktor naczelny gazety (odc. 15)
- 2004: Fala zbrodni – laborant w prosektorium (odc. 8)
- 2003: Szpital na perypetiach – robotnik
- 1999–2001: Świat według Kiepskich – lowelas, magister
- 1998–1999: Życie jak poker – cyrkowiec Piotr „Rico”
- 1997–2008: Klan – właściciel firmy chroniącej „El-Med” oraz Salonu Sukien Ślubnych „Beautiful Wedding”
- 1996: Maszyna zmian. Nowe przygody – robotnik

## Dubbing
- 2011: Miś Yogi – Strażnik Jonas (reż. Jarosław Boberek)
- 2009: Power Rangers Furia Dżungli – Pangolin, Carnisoar (reż. Andrzej Chudy)
- 2008: Mass Effect (reż. Agnieszka Kunikowska i Elżbieta Kopocińska)
- 2007: Koń wodny: Legenda głębin (reż. Elżbieta Kopocińska)
- 2006: Gothic 3 (reż. Joanna Wizmur)
- 1991: Benjamin Blümchen (reż. Elżbieta Jeżewska)